# David Rollins
David Jerome Rollins (2 de setembro de 1907 – 6 de agosto de 1997) foi um ator americano e mais tarde fazendeiro que teve uma carreira curta, mas prolífica no cinema, incluindo pelo menos 16 longas-metragens entre 1927 e 1932. Seu tempo em Hollywood passou pela mudança do cinema mudo para o cinema falado, com a maioria de seus papéis sendo em filmes mudos, muitos agora considerados filmes perdidos. Seu papel mais notável veio no filme falado de 1930, The Big Trail, que contou com o primeiro papel de John Wayne.

## Juventude
Rollins nasceu em 2 de setembro de 1907, em Kansas City, Missouri, o mais novo dos seis filhos de George Rollins (1870–1947) e Katharine Mills Rollins (1872–1957). Seu pai era gerente de restaurante e mais tarde contador do governo. Sua irmã era a atriz Sandra Morgan (nome de nascimento Martha Rollins). Rollins frequentou a Northeast High School em Kansas City antes de se mudar para a Califórnia e se formar na Glendale High School em Glendale, Califórnia, em 1925. O anuário da Glendale High School de 1925 listava uma frequência esperada na Universidade da Califórnia.

## Carreira
O primeiro papel creditado de Rollins no cinema foi interpretar um estudante no filme mudo de 1927, High School Hero, que agora é considerado perdido. Ele apareceu em dezenas de outros filmes nos anos seguintes, incluindo vários para a Fox Film Corporation, onde estava sob contrato. Esses filmes foram incluídos como protagonistas em Win that Girl e Prep and Pep, ambos lançados em 1928 e agora considerados filmes perdidos. Seu primeiro filme sonoro foi um papel principal como piloto em The Air Circus, que foi dirigido por Howard Hawks e co-estrelado por Arthur Lake e Sue Carol e é considerado perdido. Em 1930, Rollins teve um notável papel coadjuvante em The Big Trail, o primeiro filme de John Wayne. Após esse filme, ele teve vários outros papéis coadjuvantes em longas-metragens, mas nunca mais apareceu como ator principal. Depois que sua carreira cinematográfica terminou, ele se mudou para a Cidade de Nova Iorque para trabalhar no teatro, conquistando pelo menos um papel no musical da Broadway de 1941, Crazy with the Heat, antes de se aposentar como ator.

## Sexualidade

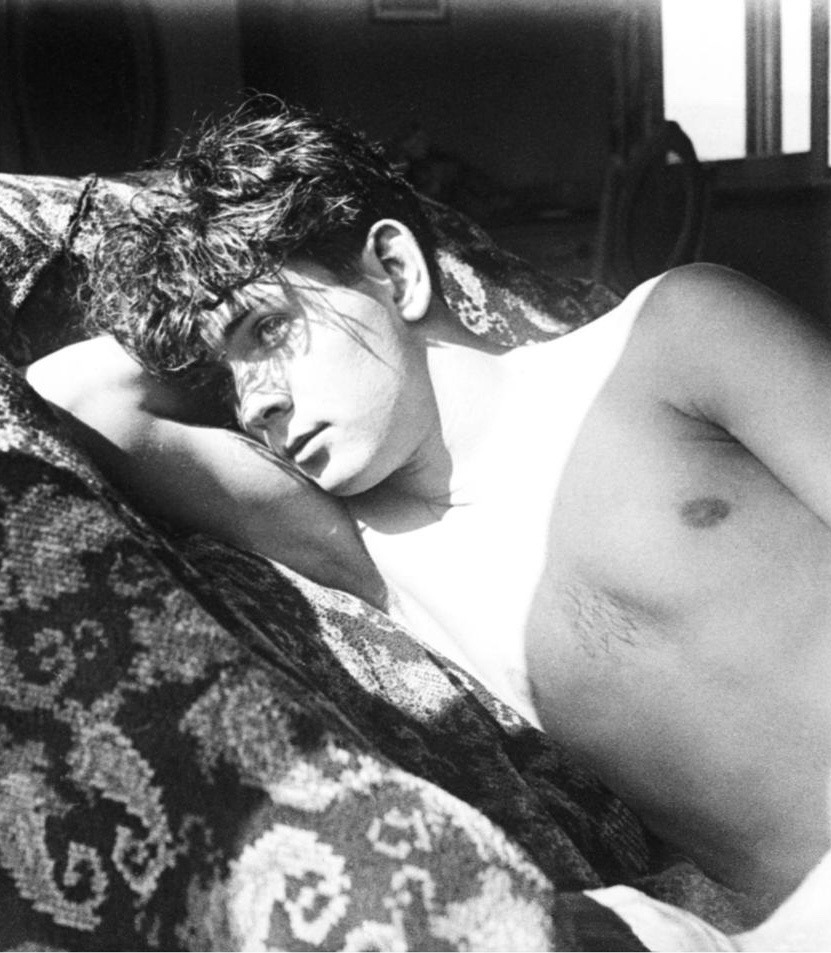
Uma foto tirada por F.W. Murnau no final de 1927 de Rollins reclinado e sem camisa.

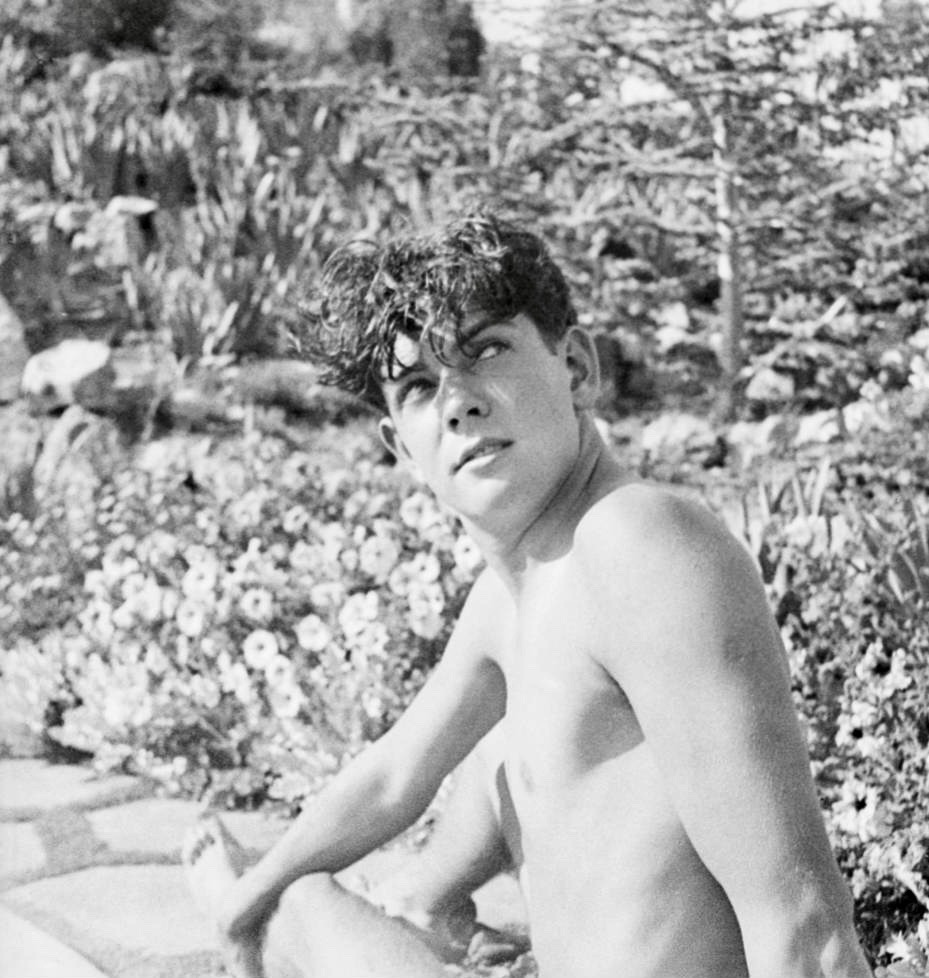
Rollins está sem roupa em uma foto de 1927 tirada por F.W. Murnau.

No início de sua carreira cinematográfica, Rollins foi convidado pelo diretor F. W. Murnau para passar um tempo com ele em sua casa, que desde então foi identificada como o Wolf's Lair castle, em Hollywood. Em pelo menos uma dessas visitas no final de 1927, Murnau convenceu Rollins a posar nu, com a piscina e o jardim da Wolf's Lair servindo de pano de fundo. Em uma entrevista posterior, Rollins afirmou ter ficado intrigado e surpreso com o pedido, mas se sentiu confortável o suficiente com seu corpo para atender.
Durante vários anos, Rollins viveu com John Blair Linn Goodwin (1912–1994). Goodwin foi um notável romancista, poeta e pintor e foi mencionado várias vezes nos diários de Christopher Isherwood. Eles estavam coabitando já em abril de 1937, quando listaram o mesmo endereço na Cidade de Nova Iorque quando viajaram juntos para Acapulco, no México. Três anos depois, Rollins é listado como parceiro de Goodwin no censo de 1940, enquanto eles residiam juntos em Orangetown, Nova Iorque. Naquela época, a ocupação de Rollins foi citada como criador de cães em um canil, e Goodwin foi listado como desempregado. Em outubro de 1940, ambos listaram o mesmo endereço de Manhattan em seu registro para o recrutamento durante a Segunda Guerra Mundial. Em 1942, Rollins retornou à Califórnia com Goodwin, já que os registros eleitorais de 1942 e 1944 mostram que eles moravam no mesmo endereço, período durante o qual Rollins foi listado como trabalhando como fazendeiro e Goodwin como escritor. Algum tempo depois de 1944, o relacionamento deles parece ter terminado, já que o obituário de Goodwin de 1994 listou Anthony P. Russo como seu amigo e companheiro de longa data, sem nenhuma referência a Rollins.

## Vida posterior e morte
Após o fim de sua carreira de ator, Rollins se estabeleceu em Encinitas, Califórnia, e tornou-se produtor de abacate. Ele morreu em 6 de agosto de 1997 e foi cremado, com suas cinzas espalhadas no Oceano Pacífico.

## Filmografia
| Ano  | Título                        | Personagem                      | Notas                                                                        |
| ---- | ----------------------------- | ------------------------------- | ---------------------------------------------------------------------------- |
| 1927 | High School Hero              | Allen Drew                      | Filme perdido                                                                |
| 1928 | Thanks for the Buggy Ride     | Harold McBridge                 | Filme perdido                                                                |
| 1928 | Win That Girl                 | Johnny Norton III               | Filme perdido                                                                |
| 1928 | The Air Circus                | Buddy Blake                     | Existe versão silenciosa, mas a versão sonora original é considerada perdida |
| 1928 | Prep and Pep                  | Cyril Reade                     | Filme perdido                                                                |
| 1928 | Riley the Cop                 | David “Davy” Collins            |                                                                              |
| 1929 | The Black Watch               | Tenente Malcolm King            |                                                                              |
| 1929 | Fox Movietone Follies of 1929 | Sem créditos                    | Filme perdido                                                                |
| 1929 | Why Leave Home?               | Oscar                           | Filme perdido                                                                |
| 1929 | Happy Days                    | Intérprete de show de menestrel |                                                                              |
| 1929 | Love, Live and Laugh          | Pasquale Gallupi                | Filme perdido                                                                |
| 1930 | City Girl                     | Sem créditos                    |                                                                              |
| 1930 | The Big Trail                 | Dave Cameron                    |                                                                              |
| 1931 | Morals for Women              | Bill Huston                     |                                                                              |
| 1932 | 'Probation                    | Alec                            |                                                                              |
| 1932 | The Phantom Express           | Jackie Nolan                    |                                                                              |

| Curtas-metragens | Curtas-metragens       | Curtas-metragens                   | Curtas-metragens |
| Ano              | Título                 | Personagem                         | Notas            |
| ---------------- | ---------------------- | ---------------------------------- | ---------------- |
| 1928             | Love is Blonde         | Sem créditos                       |                  |
| 1928             | Forget Me Not          | O filho do fabricante de brinquedo |                  |
| 1931             | Mama Loves Papa        | Dave Culpepper                     |                  |
| 1931             | The Kick-Off           | Dave Smith                         |                  |
| 1932             | Love Pains             | Dave                               |                  |
| 1932             | The Hollywood Handicap | Personagem                         |                  |